# Státní rozpočet České republiky na rok 2014
Státní rozpočet České republiky na rok 2014 je zákon č. 475/2013 Sb. ze dne 19. prosince 2013, který nabyl účinnosti k 1. lednu 2014. Jedná se o plán hospodaření České republiky, přičemž jeho ústředním orgánem je Ministerstvo financí. Účet státního rozpočtu spravuje ČNB. Státní rozpočet na rok 2015 musel být sestaven, stejně jako státní rozpočet na jakýkoliv jiný rok, dle zákona o rozpočtových pravidlech.
Jedná se o jediný rozpočet, jež sestavila vláda Jiřího Rusnoka a jehož předkladatelem byl ministr financí Jan Fischer. Ten počítal se zvýšením schodku ze 100 mld. Kč v roce 2013 o 12 mld. Kč, přičemž absolutní výše státního dluhu měla během roku 2014 vzrůst o více než 113 mld. Kč na 1 794,7 mld. Kč, k čemuž nakonec nedošlo.

## Plán a plnění rozpočtu

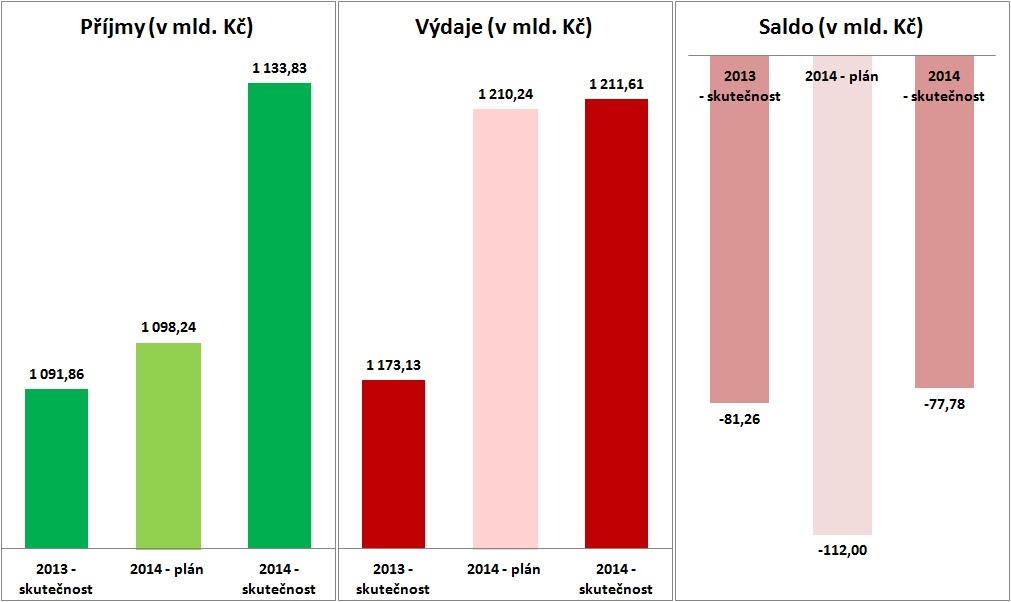
Příjmy, výdaje, saldo (v mld. Kč)

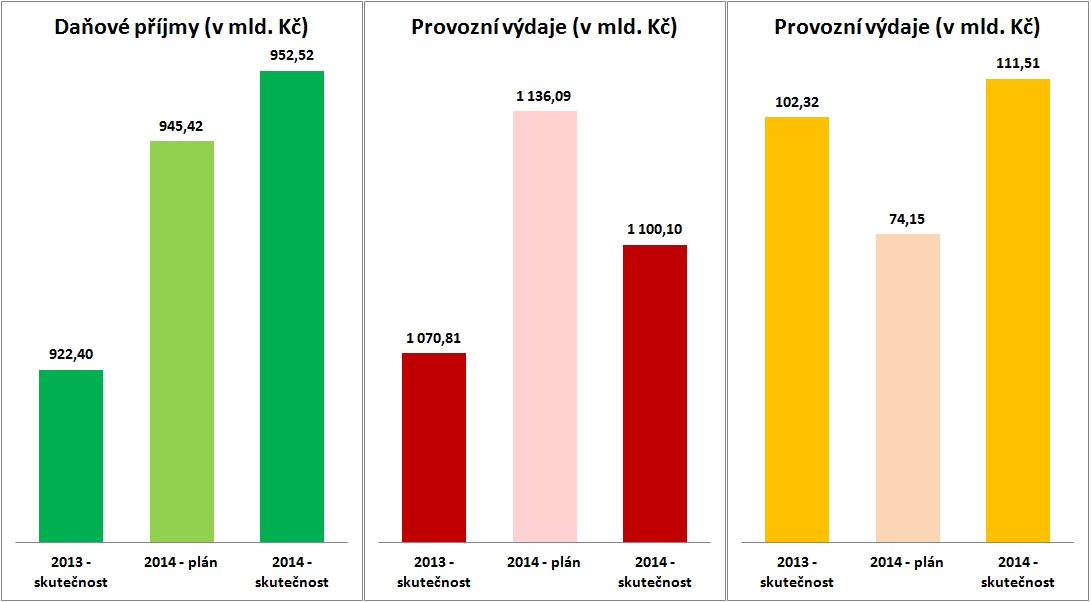
Daňové příjmy, provozní výdaje a investice (v mld. Kč)

Zákon o státním rozpočtu na rok 2014 počítal s úhrnnými příjmy ve výši 1 098,2 mld. Kč, úhrnnými výdaji 1 210,2 mld. Kč a s deficitem hospodaření 112,0 mld. Kč.
Plnění příjmů k 31. prosinci 2014 dosáhlo 1 133,8 mld. Kč, což je o 35,6 mld. Kč více, než bylo plánováno. Na vyšším plnění oproti plánu se nejvíce podepsalo čerpání z evropských fondů, které dosáhlo hodnoty 89,5 mld. Kč (nejvyšší hodnota od vstupu do EU).
Výdaje byly k 31. prosinci 2014 čerpány ve výši 1 211,6 mld. Kč, což je pouze o 1,4 mld. Kč více, než bylo rozpočtováno. Investice dosáhly v tomto roce úrovně ve výši 111,5 mld. Kč (meziročně více o 9,0 %), což souvisí s úspěšným čerpáním evropských fondů. Podíl investic na celkových výdajích tak činil 9,2 % (meziročně o 0,5 p. b. více).
Schodek pak byl oproti plánu nižší o 34,2 mld. Kč a dosáhl výše 77,8 mld. Kč (meziročně o 3,5 mld. Kč méně). Státní dluh České republiky ke konci roku 2014 činil 1663,7 mld. Kč, meziročně o 19,6 mld. Kč méně.

### Úhrnná bilance státního rozpočtu za rok 2014 a srovnání s rokem 2013 (v mld. Kč)[4]
| ukazatel           | 2014               | 2014       | 2014            | 2014                  | 2013       | srovnání    | srovnání    |
| ukazatel           | schválený rozpočet | skutečnost | plnění rozpočtu | rozdíl skuteč. – plán | skutečnost | 2014 / 2013 | 2014 – 2013 |
| ------------------ | ------------------ | ---------- | --------------- | --------------------- | ---------- | ----------- | ----------- |
| PŘÍJMY             | 1 098,24           | 1 133,83   | 103,2%          | 35,59                 | 1 091,86   | 103,8%      | 41,97       |
| - daňové           | 945,42             | 952,52     | 100,8%          | 7,10                  | 922,40     | 103,3%      | 30,12       |
| - nedaňové, dotace | 152,82             | 181,31     | 118,6%          | 28,49                 | 169,46     | 107,0%      | 11,85       |
| VÝDAJE             | 1 210,24           | 1 211,61   | 100,1%          | 1,37                  | 1 173,13   | 103,3%      | 38,48       |
| - provozní         | 1 136,09           | 1 100,10   | 96,8%           | -35,99                | 1 070,81   | 102,7%      | 29,29       |
| - investiční       | 74,15              | 111,51     | 150,4%          | 37,36                 | 102,32     | 109,0%      | 9,19        |
| SALDO              | -112,00            | -77,78     | 69,4%           | 34,22                 | -81,26     | 95,7%       | 3,48        |

## Plnění daňových příjmů (v mld. Kč)[4]
Na daňových příjmech se za rok 2014 vybralo pro státní rozpočet meziročně o 30,12 mld. Kč více (3,3 %), čímž daňové inkaso dosáhlo hodnoty 952,5 mld. Kč. Za tímto růstem stálo především inkaso pojistného na sociální zabezpečení (meziročně více o 10,7 mld. Kč), daně z přidané hodnoty (10,3 mld. Kč) a daně z příjmů právnických osob (7,9 mld. Kč). Naopak proti růstu inkasa působil výběr spotřebních daní, který se meziročně snížil o 2,4 mld. Kč (1,8 %).
| ukazatel         | 2014               | 2014       | 2014            | 2014                | 2013       | srovnání    | srovnání    |
| ukazatel         | schválený rozpočet | skutečnost | plnění rozpočtu | rozdíl skut. – plán | skutečnost | 2014 / 2013 | 2014 – 2013 |
| ---------------- | ------------------ | ---------- | --------------- | ------------------- | ---------- | ----------- | ----------- |
| CELKEM           | 945,42             | 952,52     | 100,8%          | 7,10                | 922,40     | 103,3%      | 30,12       |
| Daňové (bez SZ)  | 562,64             | 569,59     | 101,2%          | 6,95                | 550,22     | 103,5%      | 19,37       |
| - DPH            | 218,70             | 230,25     | 105,3%          | 11,55               | 219,96     | 104,7%      | 10,29       |
| - spotřební daně | 139,40             | 134,02     | 96,1%           | -5,38               | 136,45     | 98,2%       | -2,43       |
| - DPFO           | 104,60             | 98,22      | 93,9%           | -6,38               | 94,49      | 103,9%      | 3,73        |
| - DPPO           | 82,40              | 89,37      | 108,5%          | 6,97                | 81,48      | 109,7%      | 7,89        |
| - majetkové daně | 9,90               | 9,42       | 95,2%           | -0,48               | 9,08       | 103,7%      | 0,34        |
| - ostatní        | 7,64               | 8,31       | 108,8%          | 0,67                | 8,76       | 94,9%       | -0,45       |
| Pojistné na SZ   | 382,88             | 382,93     | 100,0%          | 0,05                | 372,19     | 102,9%      | 10,74       |

## Čerpání výdajů podle kapitol (v mld. Kč)[5][6]
| kapitola státního rozpočtu                       | 2014               | 2014       | 2014            | 2014                | 2013       | srovnání    | srovnání    |
| kapitola státního rozpočtu                       | schválený rozpočet | skutečnost | plnění rozpočtu | rozdíl skut. – plán | skutečnost | 2014 / 2013 | 2014 – 2013 |
| ------------------------------------------------ | ------------------ | ---------- | --------------- | ------------------- | ---------- | ----------- | ----------- |
| 301 Kancelář prezidenta republiky                | 0,35               | 0,35       | 100,0%          | 0,00                | 0,34       | 102,9%      | 0,01        |
| 302 Poslanecká sněmovna Parlamentu               | 1,08               | 1,12       | 103,7%          | 0,04                | 1,08       | 103,7%      | 0,04        |
| 303 Senát Parlamentu                             | 0,52               | 0,47       | 90,4%           | -0,05               | 0,49       | 95,9%       | -0,02       |
| 304 Úřad vlády České republiky                   | 0,73               | 0,71       | 97,3%           | -0,02               | 0,69       | 102,9%      | 0,02        |
| 305 Bezpečnostní informační služba               | 1,15               | 1,17       | 101,7%          | 0,02                | 1,09       | 107,3%      | 0,08        |
| 306 Ministerstvo zahraničních věcí               | 5,82               | 6,03       | 103,6%          | 0,21                | 5,76       | 104,7%      | 0,27        |
| 307 Ministerstvo obrany                          | 41,99              | 41,07      | 97,8%           | -0,92               | 42,94      | 95,6%       | -1,87       |
| 308 Národní bezpečnostní úřad                    | 0,31               | 0,34       | 109,7%          | 0,03                | 0,25       | 136,0%      | 0,09        |
| 309 Kancelář veřejného ochránce práv             | 0,09               | 0,10       | 111,1%          | 0,01                | 0,09       | 111,1%      | 0,01        |
| 312 Ministerstvo financí                         | 16,76              | 16,54      | 98,7%           | -0,22               | 18,58      | 89,0%       | -2,04       |
| 313 Ministerstvo práce a sociálních věcí         | 525,16             | 519,68     | 99,0%           | -5,48               | 509,12     | 102,1%      | 10,56       |
| 314 Ministerstvo vnitra                          | 53,68              | 55,79      | 103,9%          | 2,11                | 54,62      | 102,1%      | 1,17        |
| 315 Ministerstvo životního prostředí             | 64,88              | 34,83      | 53,7%           | -30,05              | 18,28      | 190,5%      | 16,55       |
| 317 Ministerstvo pro místní rozvoj               | 11,71              | 20,22      | 172,7%          | 8,51                | 21,47      | 94,2%       | -1,25       |
| 321 Grantová agentura České republiky            | 3,46               | 3,43       | 99,1%           | -0,03               | 3,23       | 106,2%      | 0,20        |
| 322 Ministerstvo průmyslu a obchodu              | 35,01              | 37,35      | 106,7%          | 2,34                | 32,78      | 113,9%      | 4,57        |
| 327 Ministerstvo dopravy                         | 43,88              | 41,51      | 94,6%           | -2,37               | 34,67      | 119,7%      | 6,84        |
| 328 Český telekomunikační úřad                   | 0,74               | 0,62       | 83,8%           | -0,12               | 0,59       | 105,1%      | 0,03        |
| 329 Ministerstvo zemědělství                     | 52,17              | 48,61      | 93,2%           | -3,56               | 52,35      | 92,9%       | -3,74       |
| 333 Ministerstvo školství, mládeže a tělovýchovy | 137,30             | 140,05     | 102,0%          | 2,75                | 138,44     | 101,2%      | 1,61        |
| 334 Ministerstvo kultury                         | 10,42              | 10,93      | 104,9%          | 0,51                | 10,48      | 104,3%      | 0,45        |
| 335 Ministerstvo zdravotnictví                   | 6,81               | 7,19       | 105,6%          | 0,38                | 7,37       | 97,6%       | -0,18       |
| 336 Ministerstvo spravedlnosti                   | 22,12              | 21,71      | 98,1%           | -0,41               | 21,28      | 102,0%      | 0,43        |
| 343 Úřad pro ochranu osobních údajů              | 0,15               | 0,13       | 86,7%           | -0,02               | 0,13       | 100,0%      | 0,00        |
| 344 Úřad průmyslového vlastnictví                | 0,16               | 0,16       | 100,0%          | 0,00                | 0,16       | 100,0%      | 0,00        |
| 345 Český statistický úřad                       | 0,93               | 1,16       | 124,7%          | 0,23                | 1,05       | 110,5%      | 0,11        |
| 346 Český úřad zeměměřický a katastrální         | 2,76               | 2,83       | 102,5%          | 0,07                | 2,79       | 101,4%      | 0,04        |
| 348 Český báňský úřad                            | 0,12               | 0,13       | 108,3%          | 0,01                | 0,12       | 108,3%      | 0,01        |
| 349 Energetický regulační úřad                   | 0,22               | 0,19       | 86,4%           | -0,03               | 0,18       | 105,6%      | 0,01        |
| 353 Úřad pro ochranu hospodářské soutěže         | 0,24               | 0,20       | 83,3%           | -0,04               | 0,21       | 95,2%       | -0,01       |
| 355 Ústav pro studium totalitních režimů         | 0,15               | 0,15       | 100,0%          | 0,00                | 0,15       | 100,0%      | 0,00        |
| 358 Ústavní soud                                 | 0,17               | 0,16       | 94,1%           | -0,01               | 0,14       | 114,3%      | 0,02        |
| 361 Akademie věd České republiky                 | 4,45               | 4,45       | 100,0%          | 0,00                | 4,47       | 99,6%       | -0,02       |
| 372 Rada pro rozhlasové a televizní vysílání     | 0,05               | 0,05       | 100,0%          | 0,00                | 0,05       | 100,0%      | 0,00        |
| 374 Správa státních hmotných rezerv              | 1,97               | 2,07       | 105,1%          | 0,10                | 2,18       | 95,0%       | -0,11       |
| 375 Státní úřad pro jadernou bezpečnost          | 0,38               | 0,32       | 84,2%           | -0,06               | 0,32       | 100,0%      | 0,00        |
| 376 Generální inspekce bezpečnostních sborů      | 0,28               | 0,28       | 100,0%          | 0,00                | 0,28       | 100,0%      | 0,00        |
| 377 Technologická agentura ČR                    | 2,96               | 2,92       | 98,6%           | -0,04               | 2,60       | 112,3%      | 0,32        |
| 381 Nejvyšší kontrolní úřad                      | 0,50               | 0,44       | 88,0%           | -0,06               | 0,46       | 95,7%       | -0,02       |
| 396 Státní dluh                                  | 65,80              | 55,89      | 84,9%           | -9,91               | 57,84      | 96,6%       | -1,95       |
| 397 Operace státních finančních aktiv            | 1,64               | 0,21       | 12,8%           | -1,43               | 0,27       | 77,8%       | -0,06       |
| 398 Všeobecná pokladní správa                    | 144,13             | 130,05     | 90,2%           | -14,08              | 124,44     | 104,5%      | 5,61        |
| CELKEM                                           | 1210,24            | 1 211,61   | 100,1%          | 1,37                | 1 173,13   | 103,3%      | 38,48       |